# Michelle Obama
Michelle LaVaughn Obama z domu Robinson (ur. 17 stycznia 1964 w Chicago) – amerykańska prawniczka, pierwsza dama Stanów Zjednoczonych w latach 2009–2017, żona 44. prezydenta Stanów Zjednoczonych Baracka Obamy.

## Życiorys

### Wczesne lata
Urodziła się 17 stycznia 1964 w Chicago jako córka Frasera Robinsona (1935–1991) i jego żony Marian Shields Robinson (1937–2024). Jej ojciec był pracownikiem zakładu uzdatniania wody i działaczem Partii Demokratycznej, a matka sekretarką. Ma starszego o dwa lata brata Craiga, który był koszykarzem. Ich praprapradziadek, Jim Robinson, był niewolnikiem na plantacji w Georgetown. Przez pierwsze miesiące życia mieszkała z rodziną na osiedlu Parkway Gardens, po czym przenieśli się do nieco bogatszej dzielnicy Chicago – South Shore, gdzie mieszkali przy Euclid Avenue w bungalowie należącym do ciotki jej matki i jej męża. Od najmłodszych lat była świadkiem segregacji rasowej.
W dzieciństwie uczyła się gry na fortepianie i należała do przykościelnej szkółki muzyki teatralnej dla dzieci, a w okresie dorastania trenowała taniec jazzowy i akrobatykę w Mayfair Academy oraz uczęszczała na warsztaty operetkowe w Afrykańskim Episkopalnym Kościele Metodystycznym. Uczyła się w Whitney M. Young Magnet High School, jednocześnie uczestnicząc w wykładach z zakresu biologii w college’u Kennedy–King. Pod koniec nauki w szkole średniej została przyjęta do National Honor Society, krajowej organizacji zrzeszającej najlepszych licealistów.
W 1981 rozpoczęła studia socjologiczne na Uniwersytecie Princeton. Najchętniej spędzała czas z czarnoskórymi rówieśnikami, których na całej uczelni było ok. 10%, poza tym dorabiała, pracując jako asystentka dyrektorki Centrum Trzeciego Świata (uczelnianej organizacji wspierającej niebiałych studentów) i opiekunka do dzieci wykładowców uczelni oraz należała do Organizacji Jedności Afroamerykańskiej. W 1985 ukończyła naukę w Princeton z tytułem Bachelor of Arts, a pod koniec edukacji w tej szkole napisała pracę pt. Princeton-Educated Blacks and the Black Community. Następnie rozpoczęła studia prawnicze na Uniwersytecie Harvarda, które ukończyła w 1987. Na Harvardzie należała do organizacji Black Law Students Association.

### Kariera
Po ukończeniu studiów zatrudniła się jako asystentka w kancelarii prawniczej Sidley & Austin, po czym objęła stanowisko młodszej prawniczki, a następnie rekruterki w tejże firmie. Po kilku latach pracy w kancelarii porzuciła pracę i w 1991 zatrudniła się jako asystentka burmistrza Chicago Richarda Daleya. Następnie została dyrektor wykonawczą w organizacji Public Allies.
W 1995, gdy jej mąż Barack Obama planował rozpocząć działalność polityczną jako stanowy senator, początkowo była przeciwna temu pomysłowi, ale ostatecznie poparła męża i aktywnie włączyła się w kampanię. Jesienią 1996 objęła stanowisko wicedziekana ds. relacji ze społecznością na Uniwersytecie Chicagowskim, a w 2001 została dyrektor wykonawczą w University of Chicago Medical Center, a w 2006 awansowała na stanowisko wiceprezeski tej kliniki. W tym okresie prowadziła program leczniczy „South Side Healthcare Collaborative” ułatwiający pacjentom otrzymanie pomocy medycznej niezależnie od ich możliwości finansowych.

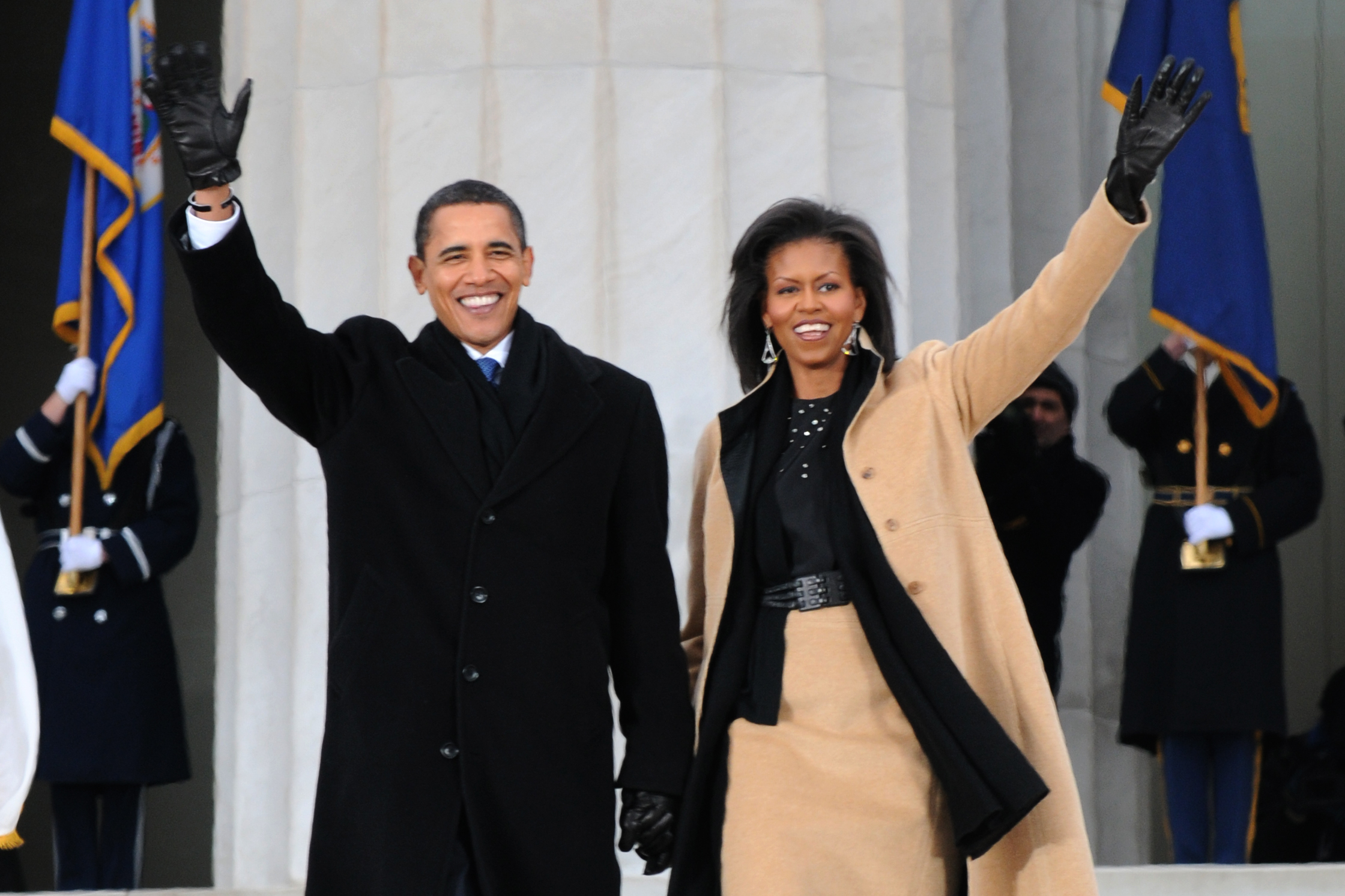
Z mężem Barackiem Obamą, styczeń 2009

Gdy w 2004 jej mąż planował kandydować do Senatu, ponownie się sprzeciwiła, jednak ostatecznie zmieniła zdanie i wzięła udział w kampanii. Po zwycięskich wyborach Barack przeniósł się do Waszyngtonu, a Michelle została w Chicago. W 2007, kiedy jej mąż ogłosił chęć kandydowania na prezydenta, przeszła na pół etatu pracy w szpitalu, by pomóc w kampanii wyborczej i uczestniczyć w spotkaniach z potencjalnymi wyborcami. Szefową jej sztabu wyborczego została Melissa Winter, a za komunikację i współpracę z mediami odpowiadała Katie McCormick Lelyvd. W trakcie kampanii wymogła na mężu rzucenie nałogu palenia papierosów. Na kilka miesięcy przed wyborami, wskutek obaw o bezpieczeństwo Obamy jako żony kandydata do prezydentury mającego realną szansę na zwycięstwo, amerykański rząd przydzielił jej ochronę Secret Service. Latem 2008 współprowadziła jedno z wydań talk-show The View.
Po zwycięskich wyborach wraz z rodziną wprowadziła się do Białego Domu. Szefową jej biura we Wschodnim Skrzydle została Jackie Norris, która regularnie spotykała się z szefem kancelarii prezydenta, Rahmem Emanuelem. Jesienią 2009 agitowała na rzecz Chicago jako kandydata do organizacji igrzysk olimpijskich w 2016 – w tym celu wraz z mężem pojechała na obrady Komitetu Olimpijskiego do Kopenhagi, jednak kandydatura odpadła w pierwszym głosowaniu. Jak większość poprzednich pierwszych dam, zaangażowała się w działalność społeczną, m.in. propagowała powszechny dostęp do opieki zdrowotnej. Organizowała także wiele tradycyjnych przyjęć i kolacji, m.in. Bal Gubernatorów oraz Toczenie Jajeczka Wielkanocnego. Uczestniczyła również, samodzielnie bądź z mężem, w licznych krajowych i zagranicznych wizytach dyplomatycznych. Zajmowała się też rozpowszechnianiem zdrowego stylu życia; w tym celu rozpoczęła w 2010 program walki z otyłością wśród dzieci i młodzieży pod nazwą Let’s Move! (pol. Ruszmy się!), apelując przy tym do koncernów żywnościowych, by zmieniły swoją politykę marketingową i jakość oferty gastronomicznej. W wyniku tego prezydent Obama zobowiązał agencje federalne do opieki nad programem zdrowego żywienia. Ponadto powołała fundację Partnership for Healthy America, która miała się zająć walką z otyłością. W marcu 2010 za swoją działalność otrzymała nagrodę Big Help Award. W 2011 zachęcała Amerykanki do jak najdłuższego karmienia piersią dzieci, powołując się na badania, które mówiły, że dłuższy okres karmienia piersią zmniejsza ryzyko nadwagi. Również w 2011 wraz z Jill Biden zainicjowała program Joining Efforts (pol. Łączymy siły), który miał wspierać prezydenta w jego roli naczelnego zwierzchnika sił zbrojnych.

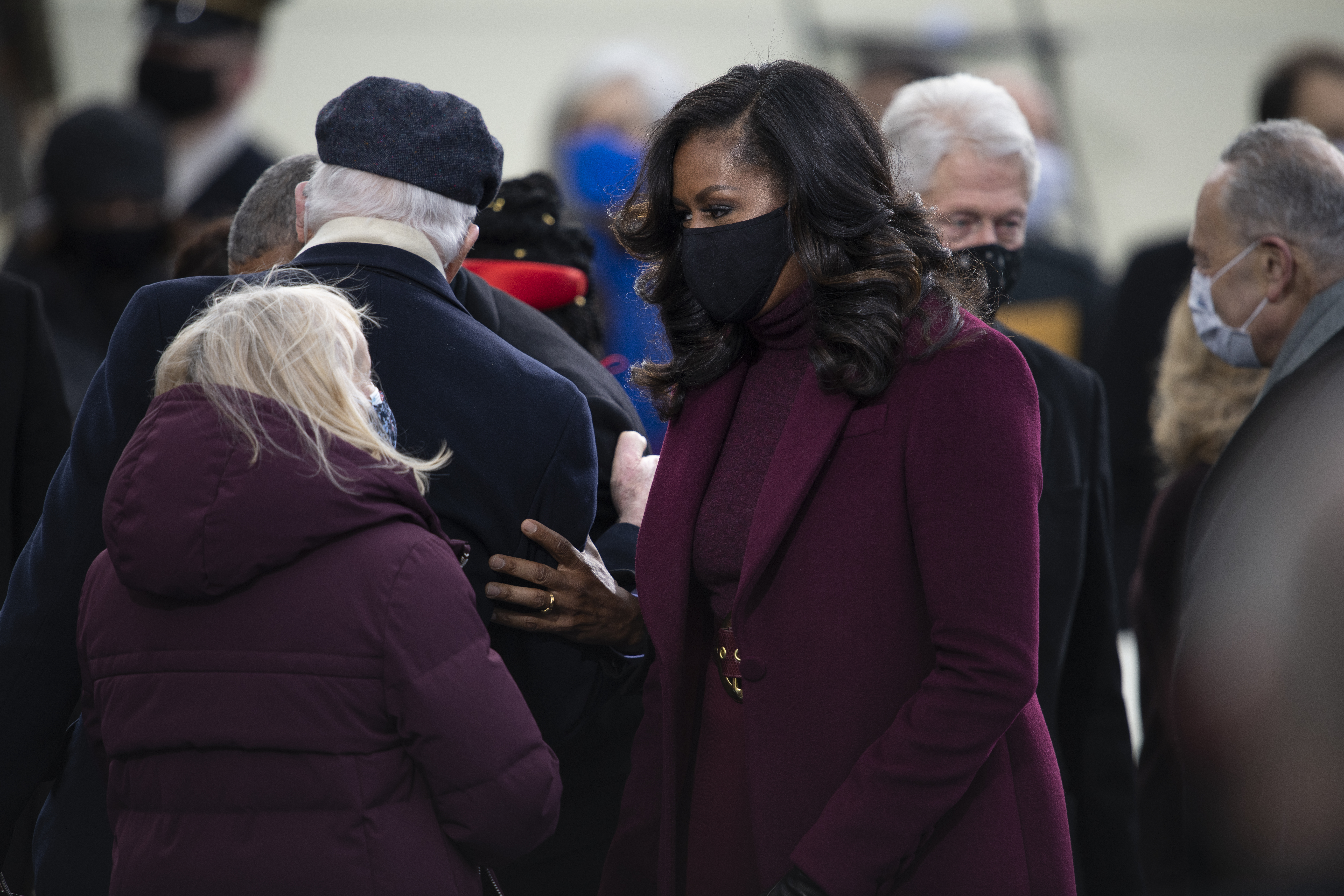
Podczas inauguracji prezydenckiej w styczniu 2021

Pełniąc obowiązki pierwszej damy, określała trendy w modzie amerykańskiej. Według prasy amerykańskiej jej stroje prezentują się nienagannie, dzięki czemu w marcu 2009 zaprezentowała się na okładce magazynu „Vogue”. W 2013 zajmowała 50. miejsce na liście 50 najbogatszych polityków świata sporządzonej przez tygodnik „Angora” jako posiadaczka 11,8 mln dol. majątku osobistego. W 2014, podczas drugiej kadencji jako pierwsza dama USA, zainicjowała program edukacyjny Reach Higher (pol. Sięgaj wyżej), poprzez który chciała zmotywować uczniów do poszerzania wiedzy i rozwoju naukowego przy wsparciu szkolnych doradców i zwiększeniu dostępu do subsydiów rządowych. Wiosną 2015 wraz z mężem zapoczątkowała program Let Girls Learn (pol. Dziewczyny do nauki) mający na celu ułatwienie nastolatkom z całego świata dostępu do edukacji oraz zainicjowała nagranie charytatywnego singla „This Is for My Girls” (dochód z jego sprzedaży zasilił fundusz wsparcia edukacji dziewcząt na świecie). W ramach promocji piosenki wystąpiła w internetowym programie Jamesa Cordena Carpool Karaoke, a odcinek z jej udziałem przez pierwsze trzy tygodnie od premiery odnotował 45 mln wyświetleń na YouTube.
13 listopada 2018 w Stanach Zjednoczonych ukazała się autobiografia Michelle Obamy pt. Becoming, która szybko zyskała status bestsellera – tylko w dniu premiery w USA i Kanadzie sprzedano ponad 725 tys. egzemplarzy. Do początkowego nakładu 1,8 mln egzemplarzy szybko rozpoczęto dodruk dodatkowych 800 tys. Książka była efektem umowy, którą w 2017 Obamowie podpisali z wydawnictwem Penguin Random House. Kontrakt miał wartość 65 mln dol. i była to najwyższa kwota, jaką kiedykolwiek zapłacono za prezydencki pamiętnik. Do 2019 książkę wydano w kilkudziesięciu krajach, w 25. wersjach językowych, m.in. po polsku (została opublikowana w 2019 przez Wydawnictwo Agora i z tłumaczeniem Dariusza Żukowskiego).
W 2018 wraz z mężem założyła firmę producencką Higher Ground Productions, która podpisała z platformą Netflix długoterminowy kontrakt na dostarczanie serwisowi własnych treści.

### Życie prywatne
Swojego przyszłego męża, Baracka Obamę, poznała w 1988 podczas pracy w chicagowskiej kancelarii prawniczej Sidley & Austin, w której opiekowała się wakacyjnymi praktykami Obamy. Choć początkowo nie chciała rozwijać relacji prywatnej z praktykantem, wkrótce później zaczęli się spotykać, a 31 lipca 1991 się zaręczyli 3 października 1992 w Trinity United Church of Christ w Chicago wzięli ślub, którego udzielił im pastor Jeremiah Wright. W podróż poślubną udali się na Zachodnie Wybrzeże. Mają dwie córki: Malię Ann (ur. 4 lipca 1998) oraz Natashę Marian „Sashę” (ur. 10 czerwca 2001). W 2018 Obama poinformowała, że jej obie córki urodziły się w wyniku procedury in vitro.